# Bosco della Panfilia
Il Bosco della Panfilia è una rara foresta planiziale situata in Emilia-Romagna e più precisamente nella frazione di Sant'Agostino del comune di Terre del Reno, al confine tra le province di Ferrara e Bologna, in un'ampia ansa golenale lungo la sponda sinistra del fiume Reno. Ha una estensione di 81 ettari così suddivisi: 50 sono di bosco naturale, 28 di rimboschimenti con specie autoctone effettuati a partire dai primi anni ‘80 e 3 ettari di stradoni e fossi di sgrondo.
È delimitato ad ovest dal Cavo Napoleonico, a nord dall'abitato di Sant'Agostino, a est dalle campagne di Poggio Renatico e a sud dall'alveo del Reno (che divide le province di Ferrara e Bologna). Il Canale Emiliano Romagnolo sottopassa il lembo est del bosco e lo stesso fiume.
Il "Bosco di Sant'Agostino o Panfilia" fa parte del patrimonio indisponibile della Regione Emilia-Romagna ed è tra i siti di interesse comunitario con codice IT40600009 La Società Botanica Italiana lo ha classificato nel 1971 "biotopo di rilevante interesse vegetazionale".
Di fronte al Bosco Panfilia, nella golena bolognese del Reno, dopo una serie di interventi di rinaturazione e di rimboschimento curati dai Comuni di Galliera e Pieve di Cento e dal WWF Alto Ferrarese, è stata istituita l'Area di Riequilibrio Ecologico "Bisana" su una superficie complessiva di circa 65 ettari.

## Caratteristiche ambientali
Il Bosco Panfilia comprende un tratto del fiume Reno e un lembo di foresta adiacente, tipico esempio di bosco umido di pianura un tempo diffuso in tutta la pianura padana. La vegetazione, insediata su suolo di origine alluvionale composto da stratificazioni alternate di depositi sabbiosi e argilloso-limosi, presenta accentuate caratteristiche di bosco fluviale essendo prevalentemente localizzato in un ambito golenale invaso dalle piene autunnali e primaverili più accentuate. La regione presenta clima tipicamente continentale con un'escursione termica annua superiore ai 23 °C, mentre le precipitazioni medie annue sono di 698,2 mm con un massimo principale in autunno e uno secondario in primavera.
Nonostante alcune trasformazioni subite nel tempo e a pratiche di pioppicoltura, il Bosco Panfilia rappresenta per qualità ed estensione un importante biotopo della regione in ambiente ripariale.

## Notizie storiche
Il Bosco Panfilia è una preziosa e rara testimonianza delle antiche foreste planiziali, pur non essendo un "relitto" delle stesse, come molti hanno ritenuto in passato. Studi recenti hanno dimostrato che quest'area boscata si è formata meno di tre secoli fa, in occasione della "rotta" del Reno.
Circa a metà del XV secolo, il Reno trova un corso stabile fra Cento e Pieve di Cento (dove scorre attualmente) e si dirige nelle valli di Galliera. Inizia un dissidio fra i bolognesi e i ferraresi che durerà quattro secoli: i primi vogliono che il Reno sia immesso nel Po di Ferrara per allontanare i pericoli di inondazioni e impaludamenti delle loro terre; i ferraresi, invece, si oppongono a tale immissione per timore di esondazioni e interramenti del loro principale corso d'acqua, via di navigazione sino al mare Adriatico. I bolognesi convinsero nel 1522 il Duca di Ferrara Alfonso I d'Este ad eseguire l'opera. Dal 1530 al 1604 il Reno rimane convogliato nel Po di Ferrara, seguendo il percorso Sant'Agostino-Mirabello-Vigarano Mainarda e Cassana. Le limacciose acque del Reno non mancheranno di provocare i temuti interramenti del Po, il quale romperà moltissime volte. {{citazione necessaria}}.
Un successivo riordino idraulico, disposto da papa Clemente VIII nel 1604, toglie il Reno dal Po per immetterlo nelle valli della Sammartina e Poggio Renatico, vicine a Ferrara. Tale condizione si mantiene sino a circa il 1750 quando due successivi interventi, imposti dalle precarie condizioni idrauliche, portano finalmente il Reno a sfociare nel mare Adriatico. Prima, papa Benedetto XIV fa scavare il Cavo Benedettino, con lo scopo di smaltire le acque delle valli nel Po di Primaro; poi, dopo la rotta avvenuta a Sant'Agostino nel 1750, il fiume viene deviato verso est assecondando l'andamento assunto a seguito della rotta stessa. Tale deviazione viene consolidata realizzando, fra il 1767 e il 1782, una congiunzione con il Cavo Benedettino e inalveando poi il Reno nel letto del Primaro, prima di giungere all'Adriatico.{{citazione necessaria}}
La rotta del 1750 passa alla storia con il nome di "rotta Panfilia", e fu proprio sul deposito alluvionale della rotta dove si insediò lentamente la vegetazione del bosco, che ricevette anch'esso il nome di Panfilia.

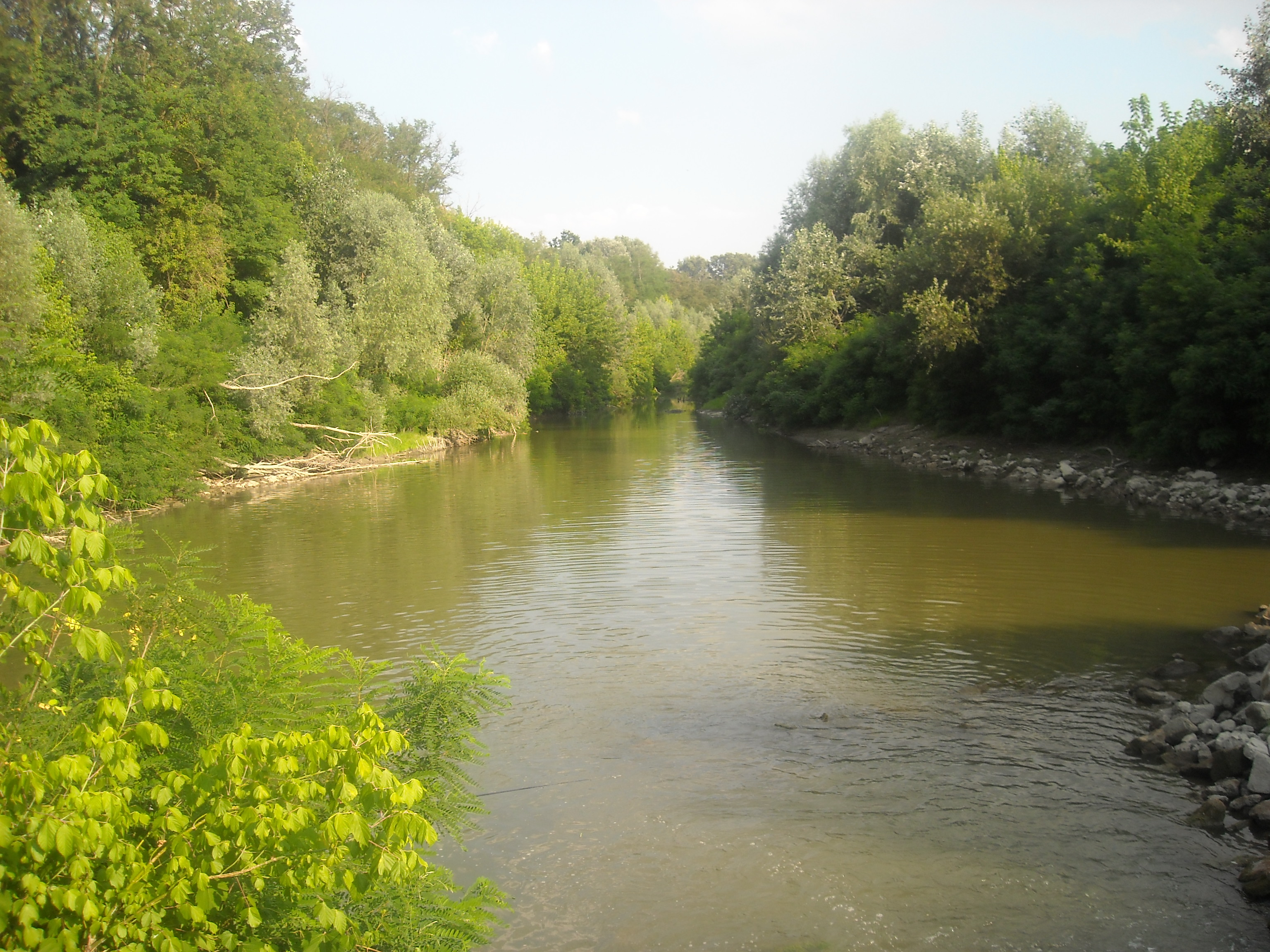
Il Reno all'interno del Bosco della Panfilia, nei pressi di Sant'Agostino.

Tuttavia, anche la nuova inalveazione non pone fine alle inondazioni del Reno. Così nel 1807, nel tentativo di trovare una nuova soluzione, l'Imperatore Napoleone I, su pressione dei bolognesi, dispone lo scavo di un canale artificiale, detto “Cavo Napoleonico”, con l'intento di portare le acque del Reno dalla deviazione di Sant'Agostino sino al fiume Panaro (nei pressi di Bondeno), e quindi nel Po. L'esecuzione dell'opera viene abbandonata nel 1814 per essere poi ripresa e completata molto tempo dopo, nel decennio tra il 1954 e il 1963, dopo le rovinose rotte del Reno avvenute a Gallo di Poggio Renatico tra il 1949 e il 1951. Il nuovo Cavo Napoleonico, lungo 18 km, svolge due importanti funzioni: scolmatore delle piene del Reno nel periodo invernale e canale irriguo a servizio del Canale Emiliano Romagnolo nel periodo estivo.

## Fauna
Gli uccelli rappresentano la fauna principale del bosco, sia per le specie stanziali che per quelle migratorie. Tra le nidificanti sono presenti la cinciarella, la cinciallegra, lo scricciolo, l'averla piccola, l'allodola, l'upupa, la tortora, il rigogolo, il cuculo, il picchio verde (Picus viridis), il picchio rosso maggiore, il torcicollo ed altre. Il colombaccio è di passo in autunno.
Legati invece all'ambiente umido del Reno e del vicino Cavo Napoleonico troviamo l'usignolo di fiume, il cannareccione, il beccamoschino, il martin pescatore, la gallinella d’acqua, la nitticora, il germano reale, l'airone cenerino e qualche esemplare di folaga, di tarabusino, di airone bianco maggiore e di garzetta. Il volatile più comune del sottobosco è senza dubbio il fagiano, facilmente avvistabile anche nei vicini campi coltivati e il cui numero aumenta in occasione delle reintroduzioni periodiche a scopo venatorio.
Non mancano i rapaci: quelli notturni come l'allocco, il barbagianni, la civetta e il gufo comune che trovano frequente rifugio nelle vecchie case coloniche abbandonate delle campagne circostanti; la poiana, il gheppio, lo sparviere e il nibbio bruno sono invece diurni.
Tra i mammiferi sono presenti la volpe, la puzzola, il tasso, il riccio, la talpa e altre specie di micromammiferi, come il topo selvatico e una specie di toporagno. La nutria, roditore originario del Sud America introdotto in Italia a scopo di allevamento, è presente nel Cavo Napoleonico e nel Reno.
Gli anfibi presenti, che trovano nell'area boschiva un habitat naturale, sono la raganella italiana, la rana agile, il rospo e il tritone crestato.
Tra i rettili sono invece presenti il biacco (Coluber viridiflavus), l'orbettino italiano (Anguis veronensis), la testuggine palustre e la natrice dal collare barrata (Natrix helvetica).
Tra gli insetti di particolare interesse scientifico risultano i coleotteri carabidi, insetti legati al suolo e importanti indicatori ambientali. I campionamenti attrattivi di carabidi curati dal Museo Civico di Storia Naturale di Ferrara negli anni '90 hanno rivelato la presenza di 138 specie. Nei terreni argillosi del Bosco Panfilia sono state anche individuate specie di coleotteri del suolo prive di occhi e depigmentate.

## Flora
La varietà della flora presente rispecchia quelle tipiche di un bosco di pianura che vegeta su terreni tendenzialmente asfittici, periodicamente allagati e invasi da sedimenti finissimi. Tra le specie arboree dominano, con esemplari anche di grandi dimensioni, la farnia, il frassino ossifillo e il pioppo bianco; diffusi sono anche l'olmo, l'acero campestre e il salice bianco.
Tra le piante arbustive sono presenti nel bosco il prugnolo, il biancospino, il sanguinello, il nocciolo, il sambuco e il ligustro.
Lo strato erbaceo, poco sviluppato, è dominato da fitti cespi di Carex pendula. Le zone che più raramente vengono raggiunte dalle piene presentano invece un esteso tappeto di edera.

### Funghi e tartufi
Nel Bosco della Panfilia sono presenti molte varietà di funghi epigei oltre ad alcune specie di funghi ipogei, cioè i tartufi. In un recente censimento realizzato per conto della Regione Emilia-Romagna sono state segnalate 176 specie di macromiceti.
Tra i funghi epigei abbondano le specie lignicole (parassite e saprofite, che vivono a spese del legno in decomposizione). Tra i commestibili si trovano la Morchella esculenta, la Morchella semilibera, il Pioppino, la Flammulina velutipes, l'Armillaria mellea e il Coprinus comatus.
Numerosi sono i funghi della famiglia delle Polyporaceae e delle Agaricaceae, così come sono presenti altri generi come Pholiota, Auricularia, Lentinus e Mixomiceti. È possibile imbattersi anche in varie specie di funghi tossici e velenosi, compreso la temuta Amanita phalloides.
Tra gli Aphyllophorales alcune specie sono rare, come ad esempio il Fibricium subceraceum, la Lindtneria panphyliensis (specie nuova rinvenuta solo nel bosco Panfilia, nel 1986) e lo Steccherinum rubustius (primo ritrovamento in Italia).
Nel Bosco Panfilia sono state segnalate anche altre specie rare come il Coprinus strossmayeri, che cresce alla base dei pioppi, e l'Entoloma moserianum, che invece predilige i boschi di querce.
I funghi ipogei, un tempo molto abbondanti, sono ora più rari, probabilmente a causa del degrado ambientale e dei cambiamenti climatici. Il tartufo più pregiato è quello bianco (Tuber magnatum). Sono pure presenti alcune specie di tartufo nero, soprattutto il Tuber macrosporum.